# Calcofanita
La calcofanita és un mineral de la classe dels òxids que pertany i dona nom al grup de la calcofanita. Va ser anomenada així l'any 1875 per Gideon Emmet Moore, del grec χαλκός («chalkos»), que significa «llautó», i φαίυεσθαι («phainestai»),«assemblar-se a», en al·lusió als canvis de color durant la ignició del mineral. Es troba freqüentment formant cristalls prims en forma de placa que s'agrupen en forma de rosa, tot i que també poden trobar-se aïllats. Els hàbits pseudo-octaèdrics poden fer que es confongui amb l'hetaerolita, amb la qual sovint es troba associada.

## Característiques
La calcofanita és un òxid de fórmula química ZnMn⁴⁺₃O₇(H₂O)₃. Cristal·litza en el sistema trigonal i presenta una simetria romboèdrica.
La calcofanita és un mineral negre, semblant al negre que presenta el ferro, o negre blavós de lluïssor metàl·lica o submetàl·lica. És un mineral tou (duresa de 2,5 en l'escala de Mohs) que es pot ratllar amb l'ungla. Les làmines del mineral presenten certa flexibilitat. La seva densitat és de 3,91 g/cm³.
Presenta un fort pleocroïsme en gris i blanc en ser observat amb microscopi òptic. En la seva localitat tipus, la calcofanita presenta un 41% de manganès, un 17% de zinc i un 6% de ferro.
Segons la classificació de Nickel-Strunz, la calcofanita pertany a «04.FL: Hidròxids (sense V o U), amb H2O+-(OH); làmines d'octaedres que comparetixen angles» juntament amb els següents minerals: trebeurdenita, woodallita, iowaïta, jamborita, meixnerita, fougerita, hidrocalumita, kuzelita, aurorita, jianshuiïta, ernienickelita, woodruffita, asbolana, buserita, rancieïta, takanelita, birnessita, cianciul·liïta, jensenita, leisingita, akdalaïta, cafetita, mourita i deloryita.

## Formació i jaciments
La calcofanita és un component comú de zones de meteorització de dipòsits de zinc i manganès associat a criptomelana, manganita, hetaerolita, birnessita, todorokita, woodruffita, caolinita i quars.
S'ha descrit en prop de dues-centes localitats arreu del món, en tots els continents, exceptuant l'Antàrtida.
Als territoris de parla catalana ha estat descrita a la mina Infern (Sant Joan de Palamós, Baix Empordà), a la mina San Miguel (Ribes de Freser, Ripollès), a les Mines de Vetera (Cortsaví, Vallespir) i a Las Ambollas (Cornellà de Conflent, Conflent).

## Galeria

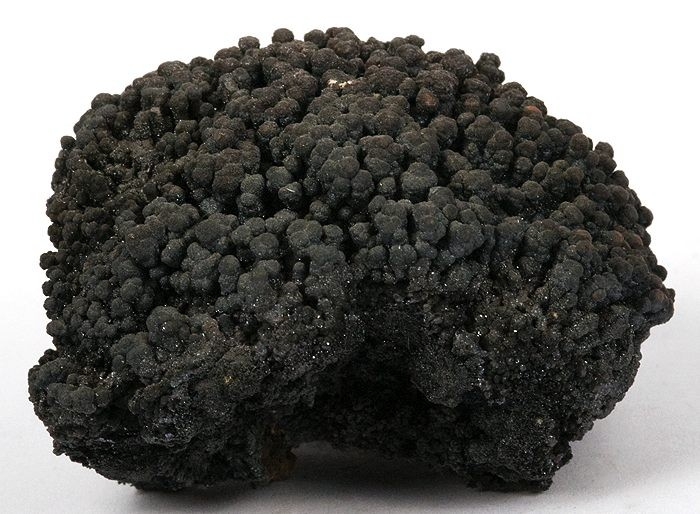
Calcofanita botrioïdal de la mina Cole (Arizona, EUA)
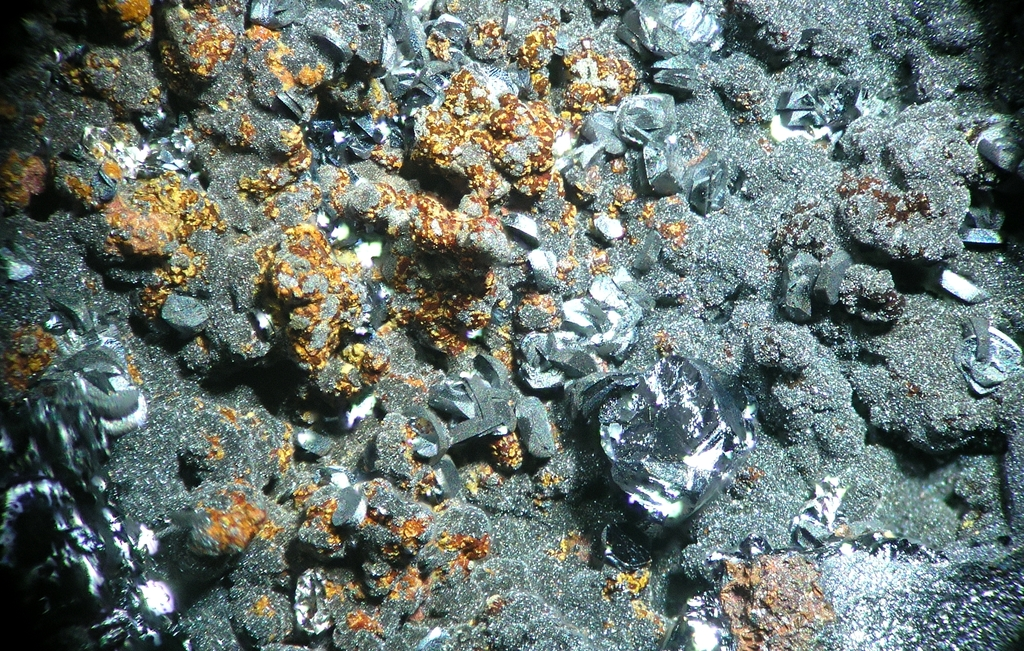
Calcofanita de la mina Gold Hill (Utah, EUA)